# Яворсько
Яворсько (пол. Jaworsko) — село в Польщі, у гміні Дембно Бжеського повіту Малопольського воєводства.
Населення — 674 особи (2011).
У 1975-1998 роках село належало до Тарновського воєводства.

## Демографія
Демографічна структура станом на 31 березня 2011 року:
|          | Загалом | Допрацездатний вік | Працездатний вік | Постпрацездатний вік |
| -------- | ------- | ------------------ | ---------------- | -------------------- |
| Чоловіки | 321     | 57                 | 235              | 29                   |
| Жінки    | 353     | 62                 | 216              | 75                   |
| Разом    | 674     | 119                | 451              | 104                  |